# ワスカラン国立公園
ワスカラン国立公園（スペイン語: Parque Nacional Huascarán, ウアスカラン国立公園）は、ペルー中央部アンカシュ県のアンデス山脈のブランカ山系（Cordillera Blanca）に設定されている国立公園である。首都リマから北におよそ400キロメートル上の標高3,000〜6,000メートルに位置し、世界で最も高い国立公園でもある。広さは四国のほぼ半分に相当する大きさで、ユネスコの世界遺産（自然遺産）に登録されていると同時に、生物圏保護区にもなっている。低緯度地域にある冠雪の山としては世界最高峰のワスカラン山南峰（標高 6,768 m）があり、これが公園の名前にもなっている。この公園は独特の植物プヤ・ライモンディの生育地であり、ビクーニャ、ジャガー、クーガー、リャマ、グアナコ、アメリカヌマジカ（Blastocerus dichotomus）、ペルーマダラオハチドリ（Phlogophilus harterti、ハチドリ亜科）などが生息しているほか、ネッタイハジロ（Netta erythrophthalma）などのカモ科の仲間も多く生息している。

## 地形
ワスカラン国立公園は標高2,000m級から6,000m級の山々が聳えている。公園の名の由来にもなったワスカラン山南峰（標高6,768 m）はペルー最高峰で、アルパマヨ山（Alpamayo、標高5947m）、ピスコ山（Pisco）、トゥコ山（Tuco）、チャンパラ山（Champara）といった近隣の山頂を凌駕している。
面積 3,000 km2 の公園内には、663の氷河（最大のものは標高5,500メートルに位置するパストルリ氷河）や296の湖のほか、サンタ川（Santa）、パティビルカ川（Pativilca）、マラニョン川（Marañón）という三大河川の支流が41もある。
アンデス山脈のほとんどがかつて海の底であったことを物語る場所が公園内にあり、標高4,800メートル以上のみでアンモナイトの化石などが見つかっている。

## 気候
公園の気候は一年を通じて二つの段階に分かれている。その要因の一つはアマゾン盆地から吹く温かく湿った風で、これが12月から3月の間に多雨をもたらす。逆に3月から10月には乾季となり、晴れた日中が摂氏25度に達する一方、夜には氷点下になりうるほどに寒くなる。これは標高が高くなれば更に寒くなる。

## 植物相と動物相
公園には生物多様性が見られ、熱帯砂漠気候の低木林から高山のパラモ、ツンドラまでの植生があり、ポリレピス属、プヤ・ライモンディ（Puya raimondii）、センチュリー・プラント、カノコソウ属のカラフトハルオミナエシ（シエテ・サビオス）、リマリマ、パッションフルーツなど779種以上の高地アンデスの植物が生育し、確認されているだけでもコンドル、ヤマガモ（Merganetta armata）、ミツユビシギダチョウ（Tinamotis pentlandii）、マゼランガン、ゴイサギ、アンデスツメバゲリ、オオハチドリなどをはじめとする112種の鳥類が棲息している。哺乳類は10種以上が確認されているが、その中でにはヤマビスカーチャ、クルペオギツネ、オジロジカおよびコロコロ、アンデスネコ、メガネグマ、ペルーゲマルジカ（Hippocamelus antisensis）、ビクーニャなどのような絶滅危惧種も含まれている。
カタク地域（Catac）には、プヤ・ライモンディ（Puya raimondii）が生えている。この植物は主にアンカシュ県の3つの場所の広々とした森林で生育している。その3箇所とは、カタク地域のインヘニオ峡谷（Gully of Ingenio）、カハマルキジャ地域（Cajamarquilla）のプナ草原、カタク地域のケシュケ峡谷（Gully of Queshque）である。

## 保護状況
国立公園の指定は1975年のことであるが、ペルー政府は一帯の植物相、動物相、地形、考古遺跡（チャビン文化のものを含む）、ブランカ山系の眺望などを保護し、なおかつその地域での自然や文化財の科学的調査を促進することを目的としていた。公園の入り口は6ヶ所に限定され、それぞれ、動植物を取らない、薪を燃やさない、ゴミを捨てないなど最低限の注意事項を守るよう告知され、入園者は使用料を徴収される。
一方で、指定前から遊牧民が既に住んでおり、彼らは現在もアルパカやヒツジなどの様々な家畜も放牧している。しかし、家畜は公園内の草を食い荒らす為公園レンジャーが見回ることで、住民の生活に影響を及ぼさない程度に規制を調整している。遊牧民は乾季の5月〜10月まで公園内で生活することを許され、煮炊きには薪を使えず乾燥した牛の糞で対応している。また、地元の住民たちは古くから薬草を使用してきたことから禁止されていても採取するので、薬草の絶滅が危惧されている。公園内には薬草実験栽培所が設けられ、採取から栽培への切り替えも試み、貴重な資源を守ろうとしている。
1985年には、ユネスコの世界遺産リストに登録された。観光業は推進されており、登録範囲内に暮らす人々などの収入源になっている。

### 世界遺産登録基準観
この世界遺産は世界遺産登録基準のうち、以下の条件を満たし、登録された（以下の基準は世界遺産センター公表の登録基準からの翻訳、引用である）。
- (7) ひときわすぐれた自然美及び美的な重要性をもつ最高の自然現象または地域を含むもの。
- (8) 地球の歴史上の主要な段階を示す顕著な見本であるもの。これには生物の記録、地形の発達における重要な地学的進行過程、重要な地形的特性、自然地理的特性などが含まれる。

## 観光
観光案内所はアンカシュ県の県庁所在地ワラス（Huaraz）にある。登山のほか、エコツーリズム、乗馬、スキー、切石で造られた遺跡であるチャビン・デ・ワンタルのガイド付き見学などが人気である。観光客の大半はヨーロッパやアメリカからで、年間およそ1万2千人が訪れる。トレッキングは200円、登山は2300円で体験できる。